# Ruggero Franceschini
Ruggero Franceschini OFMCap (ur. 1 września 1939 w Prignano sulla Secchia, zm. 30 grudnia 2024 w Reggio nell'Emilia) – włoski duchowny katolicki pracujący w Turcji, wikariusz apostolski Anatolii w latach 1993−2004 i jej administrator apostolski w latach 2010−2015, arcybiskup Izmiru w latach 2004−2015.

## Życiorys
4 października 1956 złożył pierwsze śluby zakonne w zakonie kapucynów, zaś 25 września 1960 śluby wieczyste. Święcenia kapłańskie otrzymał 11 sierpnia 1963. Po studiach w Rzymie i Mediolanie objął funkcję wykładowcy kapucyńskiego seminarium w Parmie oraz instytutu w Bolonii. W 1973 mianowany wikariuszem prowincji parmeńskiej, sześć lat później został jej przełożonym. W latach 1985–1990 pracował w kustodii kapucynów w Turcji, zaś w 1990 ponownie został prowincjałem.
2 lipca 1993 z rąk papieża Jana Pawła II otrzymał nominację na wikariusza apostolskiego Anatolii, ze stolicą tytularną Sicilibba, a sakrę biskupią otrzymał 3 października 1993. 
11 października 2004 papież Jan Paweł II mianował go ordynariuszem archidiecezji izmirskiej. 
Po tragicznej śmierci swojego następcy na stanowisku wikariusza apostolskiego Anatolii, biskupa Luigiego Padovese, 12 czerwca 2010 roku został administratorem apostolskim wikariatu.
W latach 2001–2007 oraz 2010–2015 pełnił funkcję przewodniczącego tureckiej Konferencji Episkopatu.
Zgodnie z prawem kanonicznym, 7 listopada 2015 papież Franciszek przyjął jego rezygnację z funkcji arcybiskupa Izmiru.
Zmarł 30 grudnia 2024 w szpitalu w Reggio Emilia.